# Orien Vernon
Orien Vinton Vernon (* 7. September 1874 in McLouth, Kansas; † 24. Juni 1951 in Westland, Michigan) war ein US-amerikanischer Tennisspieler.

## Biografie
Vernon ist der Sohn von John Edgerton Vernon und Elizabeth Whaley Vernon. Die meiste Zeit lebte er in Kansas City. Verheiratet war er mit Katherine Lilley, mit der er zwei Kinder hatte. Er nahm an den Olympischen Sommerspielen 1904 in St. Louis am Tenniswettbewerb teil. Im Einzel kam er nach einem Freilos zum Auftakt nicht über die zweite Runde hinaus, wo er Alphonzo Bell unterlag. Im Doppel trat er mit Wilfred Blatherwick an. Die beiden unterlagen den späteren Olympiasiegern Edgar Leonard und Beals Wright in zwei knappen Sätzen.
Er starb 1951 in Michigan.